# Statut juridique
Pour les articles homonymes, voir Statut.
 (novembre 2015).

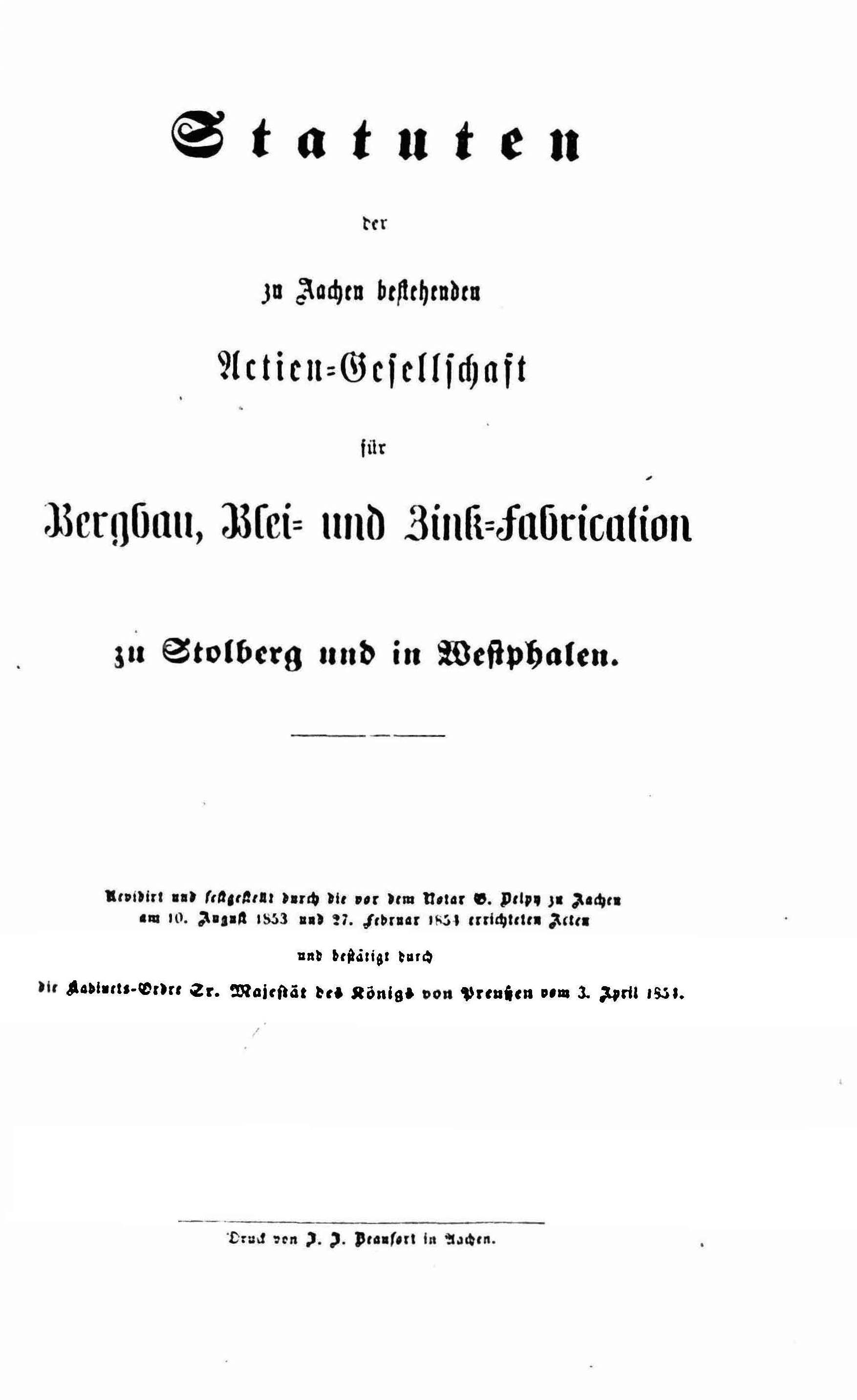
Statuts de la Société minière de Stolberg et de Westphalie (1854).

Le statut juridique est un ensemble de textes juridiques qui règlent la situation d'un groupe d'individus, leurs droits, qui sont essentiellement composées de salariés[pas clair].

## En France

### Les entreprises à but commercial
Il existe en France de nombreux statuts juridiques au niveau des entreprises,.

#### Les entreprises individuelles
Les entreprises individuelles qui représentent 85 % des entreprises en France (56 % en 1990)[réf. nécessaire]. Une entreprise individuelle est la propriété d'une seule personne, elle-même responsable des dettes de façon illimitée (biens pouvant être saisis). Pour devenir une entreprise individuelle, il suffit de s'inscrire au registre du commerce et des sociétés ou au répertoire des métiers. Ce statut est celui des petites entreprises.

#### Les sociétés civiles
Les sociétés civiles (SC), pouvant être immobilières (SCI), professionnelles (SCP) ou de moyens (SCM). Elles regroupent surtout les artisans, les exploitants agricoles, les professions libérales et l'immobilier pouvant être à titre familial.
Par exemple l'exploitation agricole à responsabilité limitée (EARL)

#### Les sociétés commerciales
La société à responsabilité limitée (SARL) ou entreprise unipersonnelle à responsabilité limitée (EURL) : société à responsabilité limitée, sans capital minimum requis, et qui, en cas de faillite, ne rembourse que le capital investi. Elle peut avoir deux associés (au minimum) à cent associés. Si un associé veut céder ses parts, il doit avoir l'accord des autres associés qui peuvent empêcher l'arrivée d'un nouvel associé indésirable ;
La société par actions simplifiée (SAS) ou société par actions simplifiée unipersonnelle (SASU) : société par actions simplifiée (Unipersonnelle), ne nécessite pas de capital minimum ;
La société anonyme (SA) : société dont le capital minimum est de 37 000 euros ou de 225 000 euros si la SA fait un appel public à l'épargne, qui dispose de minimum sept associés exigés qui renforcent la sécurité de cette société depuis septembre 2015[réf. souhaitée]. La société anonyme est dirigée par un conseil d'administration choisi par l'assemblée générale des actionnaires. Le conseil d'administration désigne un président qui assure la direction de la société. L'associé est libre de vendre ses actions sans consulter les autres associés. Les actionnaires ne sont tenus pour responsables qu'à hauteur de la valeur de leurs actions[réf. souhaitée].

### Structures de l’économie sociale et solidaire
Les structures de l'économie sociale et solidaire (ESS) sont composés par,,:
- Les coopératives ont une gouvernance démocratique et une adhésion volontaire ouverte à tous. Parmi elles, les sociétés coopératives de production (SCOP)[6] et les sociétés coopératives d’intérêt collectif (SCIC) ;
- Les mutuelles partagent équitablement les frais entre sociétaires ;
- Les associations, qui sont régies par la loi de 1901. Elles peuvent avoir des salariés ainsi que des bénévoles, mais sont à but non lucratif ;
- Les fondations décident de l'affectation de biens ou de dons pour une œuvre d'intérêt général ;
- Les sociétés commerciales de l’économie sociale et solidaire peuvent obtenir accès à des finances spécifique si elles respectent certains critères : but autre que le seul partage des bénéfices, gouvernance démocratique, bénéfices utilisés pour le développement ou le maintien de l'activité.

Les structures de l'ESS peuvent solliciter l’Agrément « Entreprise solidaire d'utilité sociale » (ESUS) pour permettre aux financeurs de bénéficier d'avantages fiscaux.